# Cañón del Pilaya
El cañón del Pilaya se ubica al sur de Bolivia, en el límite entre los departamentos de Tarija y Chuquisaca, separando a los municipios de San Lorenzo y Culpina. El cañón del Pilaya tiene una profundidad de 3030 m y es catalogado como el sexto cañón más profundo del mundo.
El cañón del Pilaya es el sexto más profundo del mundo y un gran atractivo natural, pero de casi nula explotación turística.
Deformaciones rocosas con pendientes casi verticales por donde se abre paso el río Camblaya que después cambia su nombre a Pilaya, ofrece vistas sorprendentes y sensación de paz que se respira en sus alrededores.
La comunidad de Yumasa es una de las principales puertas de entrada para visitar esta gran atracción natural.

## Proyecto hidroeléctrico
El gobierno boliviano a través de la Empresa Nacional de Electricidad (ENDE) proyecta construir el proyecto hidroeléctrico El Carrizal. Según las especificaciones de ENDE,  la represa tendrá una altura de 160 metros y una coronación de 380 metros, con una capacidad de embalse de 1334 hectómetros cúbicos y generará 1842,8 gigavatios por hora (GWh).
Sin embargo, se anuncia que este proyecto provocará la inundación de las tierras cultivables de las comunidades de Camblaya, Los Sotos, Pioca y Molle Aguada, cuya economía se basa en la agricultura. Además, podría poner en peligro a especies amenazadas como osos andinos y cóndores.